# آن إدواردز
آن إدواردز (بالإنجليزية: Anne Edwards)‏ (20 أغسطس 1927، بورت تشيستير في الولايات المتحدة)؛ كاتِبة مُتخصِّصة في أدب الأطفال، سيناريست وروائية أمريكية.